# (473146) 2015 KW10
(473146) 2015 KW10 es un asteroide perteneciente al cinturón exterior de asteroides, descubierto el 19 de junio de 2010 por el equipo del Mount Lemmon Survey desde el Observatorio del Monte Lemmon, Arizona, Estados Unidos.

## Designación y nombre
Designado provisionalmente como 2015 KW10.

## Características orbitales
2015 KW10 está situado a una distancia media del Sol de 3,213 ua, pudiendo alejarse hasta 3,647 ua y acercarse hasta 2,779 ua. Su excentricidad es 0,135 y la inclinación orbital 17,26 grados. Emplea 2104 días en completar una órbita alrededor del Sol.

## Características físicas
La magnitud absoluta de 2015 KW10 es 16,2.